# 北浦貴之
北浦 貴之（きたうら たかゆき、1980年12月26日 - ）は、日本の男性俳優、声優。埼玉県出身。文学座付属演劇研究所４１期生。同期に長谷川博己がいる。卒業公演では主役を務めている。卒業後、タイムリーオフィスを経て、劇団NLTに所属していた。特技は、サッカー、水泳、格闘技。

## 出演作品

### テレビ
- 午後は○○○おもいッきりテレビきょうは何の日?
- 女と愛とミステリー/時効
- 警察庁教育ビデオ
- 西村京太郎スペシャル　警部補　佐々木丈太郎
- 時効〜特命刑事・徳田左近
- 宿命1969-2010
- 龍馬伝
- ルビコンの決断
- 他多数

### CM
- 東芝 Dynabook

### 吹き替え
- イ・サン（ウノングン）
- 風の国（ヨジン）
- 善徳女王（真平（チンピョン）王、イムジョン、ホジェ、他）
- 朱蒙（チャンス）
- 鉄の王キム・スロ（ウォリョン）
- デビルクエスト（カイ）
- NCIS2〜ネイビー犯罪捜査班〜
- ミスコン殺人事件～プロムクイーン～
- チャームド７～魔女３姉妹～（ダンカン）
- チャームド８～魔女３姉妹～（アリステア）
- 滅亡の黙示録（ジャニック）
- 母なる証明
- ネバーランド（スライトリー）
- FAME（マルコ）
- 他多数

### 舞台
- ドリームエクスプレスAT
- わが町
- 女の一生
- みどりの星の落ちる先
- 宴会泥棒
- ニールとサイモンそしてガーファンクル
- 極楽ホームへいらっしゃい
- オスカー　（村井國夫主演）
- 絢爛とか爛漫とか
- ナイル殺人事件　（北大路欣也主演）　 (外部スタッフ)
- 他多数